# رسوم استخدام أجهزة الصراف الآلي

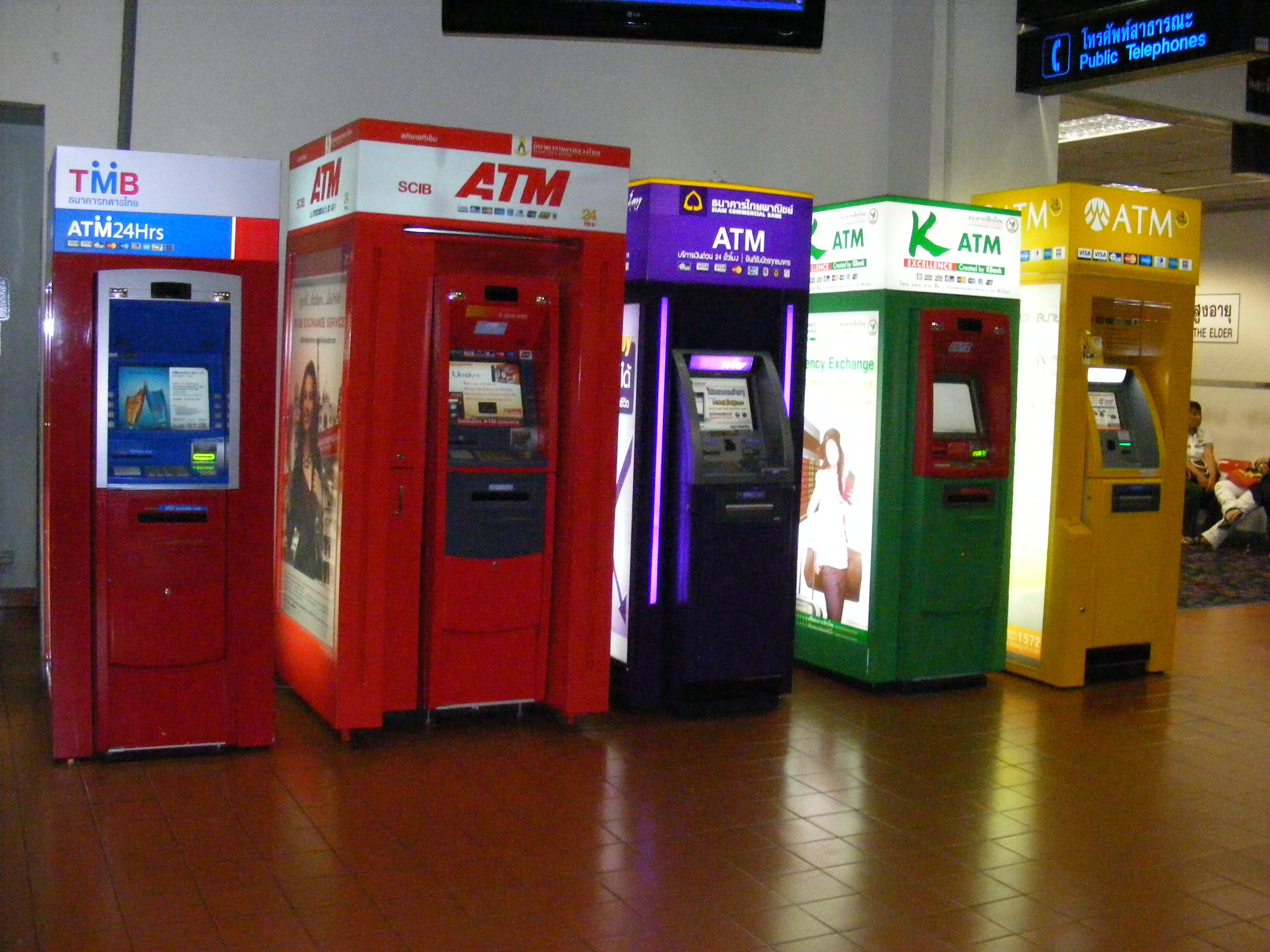

رسوم استخدام أجهزة الصراف الآلي هي الرسوم التي يفرضها العديد من البنوك والشبكات ما بين البنوك على استخدام أجهزة الصراف الآلي الخاصة بهم (ATMs). في بعض الحالات، يتم تقييم هذه الرسوم فقط لغير الأعضاء في البنك؛ وفي حالات أخرى، تنطبق على جميع المستخدمين.
يوجد نوعان من رسوم المستهلك: الرسوم الإضافية والرسوم الأجنبية. قد يتم فرض رسوم إضافية من قبل مالك أجهزة الصراف الآلي (ناشر الأجهزة أو مؤسسة المبيعات المستقلة) وسيتم فرض رسوم على المستهلك باستخدام الجهاز.وهناك الرسوم الأجنبية أو رسوم المعاملة هي عبارة عن رسم يفرضه مًصدر البطاقة (مؤسسة مالية، بنك) على المستهلك لإجراء معاملة خارج شبكة الآلات الخاصة به في حالة وجود مؤسسة مالية.

## أستراليا
يتم تشغيل عدد من شبكات الصراف الآلي في أستراليا، وأكبرها هي: شبكة بنك الكومنولث / بانكويست مع 3400 جهاز، و Westpac بنك ملبورن مع 2800 جهاز، مجموعة أستراليا ونيوزيلندا المصرفية المحدودة مع 2300 جهاز، وشبكة rediATM مع 1800 جهاز، و NAB مع 900 جهاز،  أجهزة الصراف الآلي التابعة لـ CommBank و Westpac و ANZ و NAB وغيرها مجانية للاستخدام. تقوم ING Direct Australia ، التي لا تدير أجهزة الصراف الآلي الخاصة بها وليس لديها شبكة فروع، بسداد أي رسوم على أجهزة الصراف الآلي للعملاء الذين يقومون بإيداع 1000 دولار أسترالي شهريًا كجزء من برنامج الولاء. قام الأستراليون بأكثر من 250 مليون سحب من أجهزة الصراف الآلي من البنوك من غير البنوك الخاصة بهم في عام 2016.
في سبتمبر 2017، أعلنت البنوك «الأربعة الكبار» أنها سوف تلغي رسوم استخدام أجهزة الصراف الآلي لغير العملاء. كان بنك الكومنولث أول من أصدر هذا الإعلان، تلاه البنوك الرئيسية الثلاثة الأخرى؛ ANZ ، NAB و Westpac. تتقاضى شبكة rediATM ما يصل إلى 2.50 دولار أسترالي للبطاقات المحلية و 5.00 دولارات أسترالية للبطاقات الدولية.

## البرازيل
في البرازيل، البنوك مثل: Banco24Horas ، سيتي بنك، براديسكو، بانكو دو برازيل، بنك كايكسا إيكونوميكا الفيدرالي، ITAU وسانتاندر تُشغل شبكات صرافة آلية وطنية خاصة بهم. يمكن العثور على أجهزة الصراف الآلي هذه في العديد من المواقع، مثل فرع البنك نفسه، والأكشاك المنتشرة في جميع أنحاء المدينة أو حتى محلات السوبر ماركت ومحطات الوقود ومراكز التسوق ومكاتب البريد، مما يجعل من السهل للغاية على العميل إجراء عمليات السحب والتحقق من الأرصدة دون تكبد أي رسوم. لا توجد أيضًا رسوم رفض (أي عند محاولة سحب أموال أكثر مما هو متاح في الحساب) لأن الشركات البرازيلية لا يمكنها فرض رسوم على الخدمات التي لم يتم تقديمها. ومع ذلك، يتم تقييم الرسوم إذا كان هناك استخدام مفرط لأجهزة الصراف الآلي (كأن تزيد عمليات سحب أكثر من ما هو مسموح به من رسوم الصيانة الشهرية). الرسوم والحدود يمكن التحقق في FEBRABAN (الاتحاد البرازيلي المصرفية) عبر الموقع نسخة محفوظة 21 مايو 2016 على موقع واي باك مشين. .

### شبكات الطرف الثالث
البنوك البرازيلية لديها العديد من الشراكات المعمول بها من أجل تحقيق توسيع نطاق تغطيتها.
Correspondente bancário (وكيل مصرفي)
هي شراكة مع أصحاب المتاجر، الذين يستخدمون بعد ذلك جهاز صراف آلي لاسلكي صغير (يشبه إلى حد كبير نظام تحويل الأموال الإلكتروني اللاسلكي) لمعالجة المعاملات الخاصة بالبنك، مثل الودائع والمدفوعات والسحب. إن استخدام وكيل مصرفي عادة لا يولد أي رسوم.
شبكة بين البنوك
لا تمتلك البرازيل شبكة وطنية بين البنوك، ولكن بعض أجهزة الصراف الآلي من بعض البنوك قد تكون متصلة بشبكات البنوك الأخرى. وعادة ما يشار إلى هذا الأمر في أجهزة الصراف الآلي نفسها. استخدام الشبكة بين البنوك يولد رسومًا.
السحب النقدي باستخدام بطاقة الخصم فيزا
يوفر المقترض البرازيلي Cielo (المعروف سابقًا باسم VisaNet) لحاملي بطاقات الخصم من فيزا خيارًا لسحب مبلغ صغير من النقد (يصل إلى 100 ريال، تقريبًا 30 دولارًا أمريكيًا) عند الدفع مقابل البضائع في أي متجر يقبل فيزا. بعد ذلك، يقوم مالكو المتاجر بتسليم الأموال للعميل عند اتمام العملية. على الرغم من أن عملية الشراء نفسها تؤدي إلى فرض رسوم على النشاط التجاري (مثل أي معاملة بطاقة ائتمان أو بطاقة خصم أخرى)، فإن سحب الأموال لا يتم سداده بالكامل.
شبكات الطرف الثالث
هناك شبكات صراف آلي تابعة لجهة خارجية مثل Banco24Horas تفرض رسومًا على الاستخدام. ومع ذلك، فإن بعض البنوك (مثل سيتي بنك) تسدد الرسوم عن عملائها.

## كندا
يمكن العثور على وصف موجز لهيكل الرسوم الذي سيواجهه المرء أثناء استخدام أجهزة الصراف الآلي الكندية على موقع Interac على الويب،  بينما تحتفظ وكالة المستهلك المالية الكندية بمخطط للرسوم المفروضة عادةً على استخدام أجهزة الصراف الآلي في كندا.

### أجهزة الصراف الآلي Interac
معظم المؤسسات المالية الكندية هي أعضاء في Interac ، وهي شبكة صراف آلي متعددة البنوك أسستها كل من رويال بنك أف كندا و CIBC وبنك أف نوفا سكوتيا و TD و Desjardins Group في عام 1984. قبل وجود أجهزة الصراف الآلي التي يمكن لأي شركة شرائها، كان يتم فرض رسوم على معاملات شبكة Interac القياسية فقط عندما يستخدم العميل جهاز صراف آلي غير مقدم من البنك الذي يتبع له حسابه. نظرًا لأن شبكة Interac تم فتحها أمام المزيد من منظمات المبيعات المستقلة (ISOs) وإتاحة إمكانية الحصول على إيرادات إضافية من رسوم الخدمة، فقد اختارت معظم البنوك فرض رسوم الخدمة بالإضافة إلى الإيرادات التي تم الحصول عليها من رسوم Interac.

### التبادل The Exchange
Exchange هي عبارة عن شبكة صراف آلي متعددة البنوك. وقد نشأت في شمال غرب الولايات المتحدة قبل التوسع إلى كندا في عام 1983. اعتبارًا من 2017، توفر العديد من الاتحادات الائتمانية الكندية، إلى جانب بنك Alterna Bank و Alterna Savings و Canadian Western Bank وسيتي بنك و HSBC Bank Canada و Manulife Bank of Canada و First Nations Bank of Canada و National Bank ، إمكانية الوصول إلى أجهزة الصراف الآلي بدون رسوم إضافية المؤسسات المالية المشاركة الأخرى من خلال الشبكة.

## شرق اسيا
تفرض العديد من دول شرق آسيا رسومًا لاستخدام أجهزة الصراف الآلي.

### اليابان
في اليابان، عادة ما تقدم أي ماكينة صراف آلي السحب المجاني لأصحاب الحسابات المعنيين.تشمل المعاملات المجانية يوم العمل الأسبوعي من الصباح إلى المساء المتأخر تعني المعاملة مجانية خدمات (السحب والإيداع وبيانات الرصيد وأحيانًا التحويلات البنكية). أما خارج هذا الحد الزمني أو حتى في عطلات نهاية الأسبوع أو أيام العطل الرسمية، يفرض جهاز الصراف الآلي رسومًا لإجراء المعاملات.

## الاتحاد الأوربي

### النمسا
يعتبر السحب النقدي مجاني لأي مالك لبطاقة المايسترو النمساوية في أحد البنوك. ولكن بعض أجهزة الصراف الآلي المستقلة وهي - 67 من أصل 8500 في عام 2016 - تفرض رسومًا بسيطة (1.95 يورو في عام 2016). بموجب القانون، يتم تقديم تحذير عند فرض رسوم.
في يوليو 2016، نوقِش ما إذا كان يجب أن يحظر القانون هذه الرسوم أو يجب أن يتم عرض الرسوم بوضوح أثناء المعاملة للعميل.
هناك عدد قليل جدًا من البنوك الصغيرة التي تفرض رسومًا إضافية عندما يستخدم أحد عملائه أجهزة الصراف الآلي لبنك مختلف.

### فنلندا
السحب النقدي مجاني لأي مالك بطاقة مصرفية فنلندية أو بطاقات فيزا إلكترون على علامة الصراف الآلي التجارية "Otto". وهي أكبر شبكة أجهزة الصراف الآلي في فنلندا. هناك منافسين أصغر ولديهم رسوم. «أوتو». تقبل أجهزة الصراف الآلي أيضًا بطاقات الائتمان فيزا وماستركارد وأمريكان إكسبريس و Diners Club. كما أنها تنتمي إلى شبكات مايسترو وسيروس و Plus . الرسوم تعتمد على مُصدر البطاقة. تفرض بعض البنوك رسومًا بعد عدد معين من عمليات السحب خلال شهر واحد.

### ألمانيا
تفرض المصارف الألمانية عمومًا رسومًا على عمليات السحب من أجهزة الصراف الآلي التابعة لبنك آخر، سواء ضمن شبكات بطاقة السحب الآلي / بطاقة السحب الآلي الوطني من جيوكارد وكذلك عند استخدام بطاقة مايسترو أو V-Pay الخاصة ببطاقة الخصم في الخارج.
يتم تطبيق جميع الرسوم المعتادة على عمليات السحب ضمن شبكة جيوكارد كرسوم إضافية (direktes Kundenentgelt) وتبدأ من 1.95 يورو ويمكن أن تصل إلى 5 يورو. جميع أجهزة الصراف الآلي متصلة بشبكة جيوكارد الوطنية. عادة ما ينضم مالكي أجهزة الصراف الآلي إلى إحدى مجموعات أجهزة الصراف الآلي التي تخفض الرسوم المتبادلة أو تتنازل عنها، بحيث يمكن للعملاء السحب مجانًا. تنتمي أكثر شبكات أجهزة الصراف الآلي اتساعًا إلى جمعيات بنوك الادخار ("Sparkassen") التي تحتوي على 24,600 جهاز صراف آلي. معظم البنوك الخاصة إما أعضاء في Cash Group وهي تحوي (7000 صراف آلي مملوكة للبنوك الكبرى) أو CashPool وهي تحوي (2500 صراف آلي مملوكة لبنوك أصغر) - عادة ما توجد في مراكز المدينة. توفر الاتحادات الائتمانية ("Volksbanken" و "Raiffeisenbanken") حوالي 18000 جهاز صراف آلي وترتبط في BankCard ServiceNetz ، غالبًا في البلدات والقرى الأصغر، ولكنها أقل توفرًا في المدن الكبيرة.
بدأت بعض البنوك الألمانية مثل Deutsche Kreditbank وING- DiBa و Consorsbank في إصدار بطاقات فيزا تكميلية لعمليات السحب النقدي لعملائها، بالإضافة إلى جيوكارد التقليدية. سوف تستوعب البنوك المصدرة رسوم ما بين البنوك التي يتعين عليها دفعها إلى مشغل أجهزة الصراف الآلي بموجب لوائح فيزا. على الرغم من أن البطاقات تستخدم بروتوكولات بطاقة فيزا الائتمانية، إلا أن الأموال تؤخذ مباشرة من حساب مصرفي مرتبط تمامًا كما هو الحال مع بطاقات السحب الآلي، ولا توجد رسوم إضافية. نظرًا لأن الرسوم الإضافية الخاصة بالسحوبات النقدية غير شائعة في ألمانيا، يمكن استخدام أي ماكينة صراف آلي تقريبًا في ألمانيا لسحب النقود مجانًا باستخدام بطاقة فيزا هذه. ومع ذلك، لا ينطبق هذا على أجهزة الصراف الآلي لـ IC Cash ، حيث اعتبارًا من يوليو 2016، يتم فرض 6.50 يورو دون إبلاغ العملاء الأجانب. بعض البنوك مثل بنك إي إن خي في مطالبة عملائها بسحب ما لا يقل عن 50 يورو على أجهزة الصراف الآلي الخاصة بهم وبشركائهم. تم وضع هذا النظام لأن البنوك تدفع مبلغًا ثابتًا للسحب من أجهزة الصراف الآلي غير مرتبط بالمبلغ الذي يسحبه العميل. الاستثناء في حالة واحدة وهي إذا كان رصيد العميل أقل من الحد الأدنى البالغ 50 يورو، فيمكنهم الحصول على أقل قدر ممكن من المال.

### أيرلندا
تطلب المادة 149 من قانون ائتمان المستهلك لعام 1995 من المؤسسة الائتمانية أن تخطر البنك المركزي الأيرلندي بكل اقتراح لزيادة رسوم تم إخطارها بها مسبقًا أو فرض أي رسوم فيما يتعلق بتقديم خدمة إلى عميل لم يسبق إخطار البنك المركزي بها. لا يتم تشغيل جميع أجهزة الصراف الآلي من قبل المؤسسات الائتمانية. لا تخضع رسوم الطرف الثالث لعملية الإخطار هذه. وتفرض الحكومة 12 المائة رسم الدمغة رسوم في حال السحب من أجهزة الصراف الآلي على بطاقات الخصم أو بطاقات الصراف الآلي ويتم الدفع في نهاية السنة التقويمية، بحد عند 2.50 يورو للبطاقات التي تم استخدامها فقط في أجهزة الصراف الآلي و5.00 يورو للبطاقات المستخدمة في أجهزة الصراف الآلي ونقطاط البيع.

### هولندا
السحب النقدي عادة ما يكون مجانيًا لمالك بطاقة الخصم الهولندية، سواء كان داخل هولندا أو في بقية دول الاتحاد الأوروبي. السحوبات النقدية من بنك آخر في هولندا محدودة بحد أقصى مرة واحدة في اليوم وبحد أدنى لكل معاملة. ولا ينطبق الحد الوحيد للمعاملة الواحدة يوميًا على عمليات السحب خارج البلد. قد يتم سحب ما يصل إلى 2300 يورو لكل نقطة نقد.

### النرويج
في العادة لا يكون هناك رسوم إضافية على كل أجهزة الصراف الآلي . ومع ذلك، فإن معظم الجهات المُصدرة للبطاقات ستفرض رسوم سلفة نقدية ما لم يدفع العميل رسومًا سنوية أعلى للبطاقة. بعض البطاقات لا يوجد بها رسوم على أجهزة الصراف الآلي، ولكن هذه هي الاستثناء - مثل فيزا سكانانديبانكين (سبانكين) وجيبريفري فيزا، وكلاهما من البنوك الأجنبية الأصغر.

### بولندا
هناك عدد قليل ولكن واسع النطاق من مشغلي أجهزة الصراف الآلي في بولندا (على سبيل المثال يورونت، مالك ITCARD لشبكة Planet Cash ATM ، eCard ، Global Cash) بالإضافة إلى شبكات أصغر مملوكة للبنوك. وتعتمد الرسوم على الاتفاقات بين البنوك ويتم ذكرها صراحة في عقد البطاقة. عادةً ما تكون عمليات السحب من الشبكات الخاصة والحليفة مجانية، بينما تخضع ماكينات المنافسين لنسبة مئوية (3-4٪) مع الحد الأدنى للرسوم الثابتة، على سبيل المثال 5 زلوتي (حوالي 1.4 دولار). في عام 2013، انخفضت رسوم استخدام ماكينة الصراف الآلي المحلية من 1.2 إلى 1.3 زلوتي لكل معاملة. غالبًا ما تأتي الحسابات المميزة دون أي رسوم سحب، وإن كان ذلك بتكلفة متكررة أعلى. اعتبارًا من عام 2010، تقدم العديد من البنوك عقودًا اختيارية بشأن السحوبات «المجانية» من أي ماكينة صراف آلي برسوم شهرية ثابتة، وعادةً ما تكون هذه الأسعار مماثلة لسحب واحد. الحد الأقصى للمبلغ الذي يمكن سحبه في عملية واحدة هو عادة 30 أو 40 ورقة (حوالي 1000 دولار أمريكي)، ويتنوع ذلك حسب نوع الجهاز ونظام إدارة أجهزة الصراف الآلي وفئات الأوراق النقدية المستخدمة.

### البرتغال
جميع السحوبات والمدفوعات في شبكة بنوك Multibanco في البرتغال مجانية. سمحت توجيهات الاتحاد الأوروبي الأخيرة للتجار والمصارف بفرض رسوم على العملاء مقابل المعاملات، لكن الحكومة وافقت على قانون يحظر فرض أي رسوم. يُزعم أن الكتلة اليسارية والحزب الشيوعي البرتغالي هما الحزبان السياسيان اللذان توصلا إلى الاقتراح وهم الأكثر رفضا لفرض الرسوم. [بحاجة لمصدر]

### إسبانيا
هناك تباين كبير في الرسوم المطبقة. عادةً ما يتم فرض رسوم على البطاقة التي يصدرها أحد البنوك الإسبانية تصل إلى 1 يورو على كل سحب من أجهزة الصراف الآلي، حيث تتم المعاملة على ماكينة الصراف الآلي التي يديرها ويملكها بنك العميل.
ومع ذلك، خارج هذا الموقف، هناك أدلة قصصية يتم تطبيق رسوم أعلى بكثير عند استخدام أجهزة الصراف الآلي للمالك / المُشغِّل من جهة خارجية، بما في ذلك تلك التي يتم تشغيلها / امتلاكها من قبل البنوك الإسبانية الأخرى. [بحاجة لمصدر] لكن هذه الحالات (التي لم يتم التحقق منها) تصل إلى 5٪ من القيمة المسحوبة.
تُبذل حاليا جهود [مِمَن؟]
```
للبحث وتحديد وقياس بنية وطبيعة هذه الأدلة القولية، ويبدو في بعض الحالات أن هناك رسوم مفرطة. الحالة معقدة لأن الرسوم يمكن أن تنشأ من مشغل أجهزة الصراف الآلي، و / أو البنك الخاص بالعملاء، على أنها «رسوم معالجة».
```

### السويد
في السويد، تُصدر معظم البنوك بطاقات السحب الآلي مقابل رسوم سنوية أو شهرية وهي تشمل السحوبات المجانية في السويد وداخل منطقة اليورو. ومع ذلك، يخضع العملاء لرسوم في حالة استخدام ماكينة الصراف الآلي في مكان آخر. وأيضا قد تخضع بعض البطاقات من بعض البنوك للرسوم عند استخدامها في منطقة اليورو وبعض ماكينات النقد السويدية. يتم إصدار معظم هذه البطاقات من قبل بنوك الادخار.

### المملكة المتحدة
خلال الثمانينيات، زاد عدد البنوك وجمعيات البناء التي تفرض رسوم المُصدر (أي فرض رسوم على عملائها عندما يستخدمون آلات الصراف الآلي لمشغل آخر) زيادة تدريجية. ومع ذلك، في عام 1990، أعلن بنك باركليز عن تقديمه لرسوم شراء لجميع حاملي بطاقات غير باركليز على أجهزتهم النقدية. سيؤدي ذلك إلى «فرض رسوم مضاعفة»، حيث يتم فرض رسوم على العميل من قِبل كل من مُصدر البطاقة ومشغل الجهاز. كان رد فعل الجمهور على هذا الاقتراح قوياً للغاية وأدت حملة أطلقتها Nationwide Building Society وصحف التابلويد في المملكة المتحدة إلى إزالة رسوم المُصدر بالكامل.
ظلت رسوم التبادل. يتم دفع هذه الرسوم من قِبل جهة إصدار البطاقة إلى مشغل ماكينة النقد لتغطية تكلفة المعاملة. يتم استيعاب تكلفتها من قبل مُصدر البطاقة ولا يتم نقلها مباشرة إلى العميل النهائي. [بحاجة لمصدر] في عام 1999، فتحت LINK شبكة ماكينات الصراف الآلي في المملكة المتحدة العضوية لما يسمى مشغلي صراف آلي مستقلين (IADs)؛ للمنظمات التي لا تصُدر بطاقات. ركزت IADs في البداية على سوق الدفع للاستخدام، حيث يغطي العميل تكلفة المعاملة مباشرة وهذا، إلى جانب نموذج أعمال منخفض التكلفة، يعني أن عدد آلات الدفع مقابل الاستخدام ارتفع بسرعة، وبلغ ذروته في عام 2007 في ما يزيد قليلا عن 27,000 من ماكينات الصراف الآلي.
وتقع معظم هذه الآلات في مواقع منخفضة مثل المتاجر والمرائب والنوادي الليلية والحانات. وقد كانت الرسوم التي تم تحصيلها في عام 2005 تتراوح ما بين 1.00 جنيه إسترليني و 1.50 جنيه إسترليني،  ولكن في بعض الأحيان لوحظ أنها تتقاضى ما يصل إلى 5 جنيهات إسترلينية  و 10 جنيهات إسترلينية.
تم تقديم القوانين المتعلقة بالإشارات على أجهزة الدفع مقابل الاستخدام في عام 2005 وتم تعزيزها في عام 2006  ومنذ عام 2007 انخفض عدد آلات الدفع مقابل الاستخدام. بحلول نهاية عام 2010، كان هناك حوالي 21,000 صراف آلي.
إن الأعداد الكبيرة من آلات النقد المجانية للاستخدام ومتوسط عدد المعاملات المنخفض في آلات الدفع النقدية للاستخدام يعني أن 97٪ من السحوبات النقدية في المملكة المتحدة تظل مجانية. اعتبارًا من عام 2016، كان هناك حوالي 54,000 جهاز صراف آلي مجاني، وتم توفير 23,600 من قبل موردين مستقلين، و 16,000 صراف آلي تتقاضى رسوم السحب.

## الشرق الأوسط

### إيران
نظام شتاب المصرفي هو نظام للتخليص المصرفي الإلكتروني والمدفوعات الآلية المستخدمة في إيران. تم تقديم النظام في عام 2002 بهدف إنشاء بنية تحتية موحده للنظام المصرفي الإيراني للتعامل مع أجهزة الصراف الآلي ونقاط البيع وغيرها من المعاملات القائمة على البطاقات. لا توجد رسوم لسحب الأموال في هذه الشبكة. إن تحويل الأموال بين حسابين في بنك واحد مجاني ولكن بين البنوك المختلفة يكلف ما بين 5000 إلى 9000 (بمبالغ تتراوح بين 50,000 و 30,000,000) في اليوم الواحد، والتحقق من رصيد الحساب يكلف 1000 ريال إيراني لبطاقات البنوك الأخرى. الخدمات الأخرى مجانية حاليا.

## جنوب شرق آسيا

### هونج كونج
هناك ثلاث شبكات صراف آلي في هونغ كونغ: ETC (إتش إس بي سي وبنك هانغ سانغ فقط) و JETCO (جميع البنوك المتبقية) وÆON . استخدام أجهزة الصراف الآلي مجاني، إلا عندما تستخدم البطاقة خارج شبكتها الأصلية المعنية. عند استخدام البطاقة خارج الشبكة الأصلية، يتم دفع مبلغ 15-30 (دولار هونج كونج) مقابل رسوم الخدمة.

### أندونيسيا
في إندونيسيا، لا تفرض البنوك عمومًا رسومًا مقابل استخدام أجهزة الصراف الآلي. ومع ذلك، عند استخدام بطاقة الصراف الآلي خارج شبكة الصراف الآلي الأصلية، سيتم تطبيق رسوم الخدمة.

### ماليزيا
في ماليزيا، استخدام أجهزة الصراف الآلي مجاني ولكن قد تكون هناك حاجة أن يدفع المستخدمين رسوم عند استخدامها خارج شبكة البنك الخاص بهم وتتقاضى المصارف رسما من 8 رينغيت ماليزي إلى 24 رينغيت ماليزي سنويا لحساب التوفير العادي.
بموجب نظام حساب التوفير الأساسي في ماليزيا، يتم التنازل عن الرسوم لكن العميل مقيد بثمانية مرات من السحب نقدي مجاني فقط ، وبعد ذلك، ستقوم البنوك بفرض رسوم من 0.50 رينغيت ماليزي إلى رينغيت ماليزي عن كل عملية سحب حتى الشهر التالي.
أيضًا، بموجب نظام الدفع الإلكتروني الماليزي (MEPS)، يمكن للمستخدمين سحب النقود من البنوك المشاركة مقابل رسم قدره 1 رينغيت ماليزي لكل سحب. يمكن للمستخدمين أيضًا تحويل أموالهم إلى بنك آخر عبر IBFT (تحويل أموال البنك الفوري) بتكلفة 0.30 رينجيت ماليزي إلى 0.5 رينغيت ماليزي أو عبر IBG (جيرو بين البنوك) بسعر 0.10 رينجيت ماليزي. هناك برنامج آخر يسمى HOUSe من قبل البنوك الأجنبية المدمجة محليًا في ماليزيا، وله أيضًا شبكة خاصة به للسحب النقدي من البنوك المشاركة. يُعتبر مستخدمي البنوك المحلية أيضًا مستخدمين لـ MEPS بشكل افتراضي، ومستخدمي البنوك الأجنبية المُدمجة محليًا هم من مستخدمي HOUSe. يخضع مستخدمو MEPS الذين يحاولون سحب النقود من شبكات HOUSe إلى رسم قدره 4 رينغيت ماليزي والعكس صحيح. تسمح بعض البنوك بسحوبات نقدية عبر الحدود، لكن قد تفرض رسومًا تصل إلى 24 رينجيت ماليزي لكل انسحاب، وهذا يتوقف على نوع شبكة الصراف الآلي التي يختارها المستخدمون.

### تايلاند
في تايلاند، لا توجد رسوم على المعاملة في نفس المقاطعة المحلية للبنك نفسه. ومع ذلك، يدفع العملاء عادةً رسومًا سنوية على استخدام الصراف الآلي تبلغ 200 بات تايلاندي، بالإضافة إلى رسوم بطاقة لمرة واحدة تبلغ 100 بات تايلاندي ورسوم للسحب أو الاستفسار عن الرصيد لدى أجهزة الصراف الآلي البنكية الأخرى أو في مقاطعة غير المقاطعة التي تم فتح الحساب فيها. في 23 سبتمبر 2010، أعلن بنك تايلاند (BOT) عن إطار لسقف رسوم أجهزة الصراف الآلي الذي دخل حيز التنفيذ الكامل بعد عام واحد. ستسمح معظم البنوك للعميل بإجراء أربعة معاملات سحب أو استفسار عن الرصيد مجانًا شريطة أن يكون جهاز الصراف الآلي موجودًا في نفس المقاطعة التي فتح فيها العميل الحساب، ثم تبدأ الرسوم بما يصل إلى 10 بات تايلاندي لكل معاملة لاستخدام ماكينة الصراف الآلي بين البنوك في نفس المقاطعة. يتم تحديد رسوم تحويل أو سحب الأموال بين المقاطعات عند 20 بات تايلاندي لكل معاملة نتيجة للتغيرات في سياسة البنك المركزي التايلندي في عام 2010.
ومع ذلك، فإن البنوك الآن تدفع الناس للحصول على بطاقة ذات رسوم سنوية عالية من خلال دمج بين الضمان الشخصي (PA) في بطاقاتهم. يمكن أن تكون الرسوم السنوية لبطاقة PA أكثر بثلاث مرات من البطاقة العادية (عادة 200 بات تايلاندي لبطاقة الخصم). غالبًا ما يتم إخبار العديد من العملاء بأن البطاقات الأساسية قد نفدت وأنهم يمكنهم فقط اختيار بطاقة PA. [بحاجة لمصدر] في بعض الحالات، لا يُسمح للعملاء بفتح حساب إذا لم يكن هو أو هي على استعداد للاشتراك في خدمة الصراف الآلي ودفع رسوم البطاقة. [بحاجة لمصدر] بالنسبة للبطاقة الأجنبية، تبلغ رسوم خدمة الصراف الآلي 150بات تايلاندي (Aeon Bank) أو 180بات تايلاندي أو 200بات تايلاندي، حسب البنك. عمليات السحب النقدي في المكتب المصرفي («السلفة النقدية») لا تحتوي عادةً على أي رسوم فوق ما قد يفرضه البنك المُصدر.

### الفلبين
في الفلبين، هناك رسوم بقيمة 200 ₱ بيسو فلبيني من البنوك المحلية عند استخدام بطاقة الصراف الآلي الدولية، بالإضافة إلى رسوم الرئيسي للعميل. بنك HSBC هو البنك الوحيد في الفلبين بدون رسم الـ 200 بيسو للبطاقات المصرفية من الخارج.

## جنوب آسيا

### باكستان
في باكستان، عادةً ما تتقاضى البنوك رسمًا قدره 18.75 روبية باكستانية مقابل السحب النقدي لكل مستخدم غير تابع للبنك صاحب الماكينة. يتم فرض هذه الرسوم بشكل أساسي لموازنة تكاليف البنوك بنفس القيمة فقط، دون أي هامش ربح على الإطلاق. هناك شبكتان للصراف الآلي تعملان في الدولة، 1LINK تستضيفهما مجموعة من البنوك و MNET . جميع البنوك الباكستانية أعضاء في شبكة 1LINK وفقًا لـ بنك الدولة الباكستاني، وهو البنك المركزي للبلاد. تستوعب بعض البنوك التكاليف بالكامل، وتقدم لعملائها سحوبات مجانية تمامًا في جميع أجهزة الصراف الآلي في جميع أنحاء البلاد، بما في ذلك آزاد كشمير؛ وهي منطقة بين باكستان والهند.
رسوم أجهزة الصراف الآلي للسحب النقدي من أجهزة الصراف الآلي البنكية الأخرى (قد تكون باستثناء الضرائب):
- Allied Bank Limited : 18.75 روبية (نهاية 2019).[26]
- بنك الفلاح المحدود: 18.75 روبية مع بعض أنواع الحسابات المعفاة (المحلية)، والدولية: روبية. 300 أو 3٪ من مبلغ السحب، أيهما أعلى (نهاية 2019).[27]
- بنك الحبيب المحدود: روبية. 18.75 (محلي)، دولي: روبية. 200 أو 2٪ من مبلغ السحب، أيهما أعلى (نهاية 2019).[28]
- بنك حبيب المحدود : روبية. 16.16-16.59 مع بعض أنواع الحسابات معفاة (نهاية 2019).[29]
- حبيب متروبوليتان بنك : روبية. 18.75 (محلي)، 3٪ (دولي) (نهاية 2019).[30]
- JS Bank Limited : روبية. 18.75 (محلي)، دولي: روبية. 1000 أو 4٪ من مبلغ السحب، أيهما أعلى (نهاية 2019).[31]
- MCB Bank Limited : روبية. 18.75 (محلي)، دولي: روبية. 300 أو 2.75٪ من مبلغ السحب، أيهما أعلى (نهاية 2019).[32]
- بنك الميزان : 18.75 روبية (نهاية 2019).[33]
- ستاندرد تشارترد : روبية. 18.75 (رابط واحد)، روبية. 15 (MNET)، 3 ٪ (دولي) (نهاية 2019).[34]
- United Bank Limited : 18.75 روبية (محلية)، دولية: 0 (Pay Pak)، 4.5٪ (Pay Pak / UPI وجميع البطاقات الأخرى) (نهاية 2019).[35]

### سيريلانكا
في سريلانكا، عادةً ما تتقاضى البنوك رسمًا قدره 5.00 روبية سريلانكية لمستخدمي البنك (الذي يوفر ماكينة الصراف الآلي) و 15.00 روبية سريلانكية إلى 60.00 روبية سريلانكية لكل سحب نقدي من غير المصرف التابع له العميل. ترتبط معظم أجهزة الصراف الآلي بشبكة لانكباي الوطنية بين البنوك. إذا استخدم المستخدم بطاقة الائتمان الخاصة به لسحب الأموال ، فستحمل البنوك الرسوم من 300.00 روبية سريلانكية إلى 900.00 روبية سريلانكية لكل معاملة.

### بنغلاديش
هناك العديد من شبكات الصراف الآلي في بنغلاديش. يمتلك البنك الهولندي البنغالي (Dutch-Bangla) أكبر شبكة من أجهزة الصراف الآلي . يتم احتساب رسوم على عملاء البنك الهولندي البنغالي 200 تاكا بنغلاديشي سنويًا كرسوم شبكة الصراف الآلي إذا كان لدى أي شخص بطاقة خصم في البنك.
لدى البنك الهولندي البنغالي اتفاقيات منفصلة مع البنوك المحلية والدولية ، حيث يفرض البنك الهولندي البنغالي 10 تاكا (0.085 دولار أمريكي) لكل معاملة على البنوك الأعضاء. بسبب هذا المبلغ المنخفض ، غالبًا ما تضيف البنوك الأعضاء مبلغًا إضافيًا كهامش ربح.

### الهند
في عام 2014، أصدر بنك الاحتياطي الهندي (RBI)، وهو البنك المركزي الهندي والجهة الرقابية المالية ، توجيهًا بناءً على طلب من شبكة الصراف الآلي الكبيرة والبنوك المصدرة للبطاقات والتي أعربت عن قلقها إزاء التكلفة المتزايدة لعمليات شبكة الصراف الآلي ، والتدفقات النقدية الكبيرة الخارجة ، ومشاكل أخرى. في الواقع ، تم فرض رسوم على عملاء نفس البنك الذين أجروا عمليات سحب بأكثر من 5 مرات في الشهر. التوجيه الحالي يقلل من المعاملات المجانية شهريًا من خمسة إلى ثلاثة مع رسوم منقحة بقيمة 20 روبية هندية بالإضافة إلى الضرائب المفروضة لكل معاملة كرسوم معاملات أجهزة الصراف الآلي.
ارتفع عدد أجهزة الصراف الآلي ، التي تجاوزت بقليل 27000 في نهاية مارس 2007، إلى أكثر من 160,000 في جميع أنحاء البلاد بحلول نهاية مارس 2014. خلال نفس الفترة ، زادت البنية التحتية لنقاط البيع من 330,000 إلى 1,065,000 نقطة بيع. وفي الوقت نفسه ، تم إدخال أجهزة الصراف الآلي البيضاء (أي التي يمكن لأي بنك أو مؤسسة مالية وضع علامتها التجارية عليها) وايت ليبل (WLAs) في البلاد أيضًا بهدف زيادة كثافة أجهزة الصراف الآلي وبناء البنية التحتية لأجهزة الصراف الآلي الريفية وشبه الحضرية.
في عام 2007، أصدر بنك الاحتياطي الهندي (RBI)، وهو البنك المركزي في البلاد ، توجيهًا إلى جميع البنوك التجارية لتجميد رسوم أجهزة الصراف الآلي ، واعتبارًا من 1 أبريل 2009، ألغى رسوم خدمة أجهزة الصراف الآلي بالكامل. منذ عام 2009، يمكن لعملاء أي بنك مرخص استخدام أجهزة الصراف الآلي للبنوك الأخرى دون دفع رسوم خدمة. وفي وقت سابق، كانت البنوك تطلب رسوم بين 10₹ و 35 ₹ لكل معاملة بالمثل. يمكن للشخص الذي يحمل بطاقة البنوك الأخرى سحب المبلغ من أجهزة الصراف الآلي التابعة للبنك الآخر ولكن عدد المعاملات محدود بـ 5 ؛ على سبيل المثال ، في المعاملة السادسة ، يتم فرض رسوم على الشخص حتى 20 دولارًا .
ومع ذلك ، لا يزال بإمكان البنوك فرض رسوم إضافية على عناصر مثل السلف النقدية الخاصة ببطاقة الائتمان وأجهزة الصراف الآلي الأجنبية. بالإضافة إلى ذلك ، يفرض البنك المركزي قيودًا كبيرة على صرف العملات الأجنبية عبر استخدام بطاقات الخصم المباشر فيزا / ماستر كارد الهندية خارج البلاد. على سبيل المثال ، يتم تمييز بطاقات فيزا للخصم الهندي بشكل روتيني بعبارة «صالحة في الهند ونيبال فقط» بسبب سياسة احتياطيات النقد الأجنبي التقييدية للبلاد.

## سويسرا
لا يتم عادةً فرض الرسوم على عمليات السحب من أجهزة الصراف الآلي الخاصة بالبنوك ، ولكن قد يتم فرضها على تلك الخاصة بالبنوك الأخرى. على سبيل المثال ، اعتبارًا من 2019 لا يفرض يو بي اس رسومًا على عمليات السحب في البنوك الأخرى  في حين يتقاضى كريدي سويس 2 فرنك سويسري لكل عملية سحب. وفي بعض الأحيان ، توفر البنوك لحامل البطاقة 10 أو 12 أو 24 سحبًا مجانيًا ، خاصةً إذا كان البنك صغيرًا ، مع عدد قليل من أجهزة الصراف الآلي. تقوم معظم البنوك السويسرية بتسليم بطاقات مايسترو لعملائها ، في معظم الحالات مقابل رسم سنوي يبلغ حوالي 40 فرنك سويسري ، بحيث يمكن استخدام أي جهاز صراف آلي.

## الولايات المتحدة الأمريكية
قبل عام 1988، لم يكن هناك أي رسوم إضافية على حاملي البطاقات من قبل مالكي أجهزة الصراف الآلي في الولايات المتحدة. في عام 1988، بدأ بنك Valley Bank of Nevada في فرض رسوم على «حاملي البطاقات الأجنبية» (والمعني بالإجانب هم حاملي بطاقات الصراف الآلي التي لم تصدُر عن Valley Bank) لعمليات السحب في أجهزة الصراف الآلي لـ Valley Bank الموجودة في / بالقرب من كازينوهات لاس فيغاس . في النهاية ، سمحت العديد من شبكات الصراف الآلي الإقليمية ، Plus و Cirrus ، بأخذ الرسوم الإضافية على استخدام الصراف الآلي.
قبل عام 1996، بلغ متوسط رسوم أجهزة الصراف الآلي (أي التي لا تتبع شبكة بنك العميل) 1.01 دولار أمريكي على الصعيد الوطني ، وفقًا لتقرير صدر عام 2001 من مجموعة أبحاث المصلحة العامة الحكومية ومقرها الولايات المتحدة.
عندما أدركت البنوك والجهات الخارجية إمكانية الربح ، قاموا برفع الرسوم. تصل رسوم أجهزة الصراف الآلي الآن إلى 3.00 دولارات ، ويمكن أن تصل إلى 6.00 دولارات ،  أو حتى أعلى في الأماكن الأكثر حاجة للنقد مثل الحانات والكازينوهات. في الحالات التي يتم فيها دفع الرسوم للبنك (لاستخدام أجهزة الصراف الآلي «الأجنبية» ومالك أجهزة الصراف الآلي (ما يسمى «الرسوم الإضافية»)، قد يصل إجمالي رسوم السحب إلى 11 دولارًا. تمثل منظمات المبيعات المستقلة ("ISO") القوة الدافعة لنشر أجهزة الصراف الآلي في الولايات المتحدة اليوم والتي تمثل أكثر من 60٪ من أجهزة الصراف الآلي التي يبلغ عددها 396000 جهازًا على مستوى البلاد. أعرب البعض عن مخاوفهم من أن سوق الولايات المتحدة أصبح مشبعًا جدًا ، مما أدى إلى انخفاض الرسوم ، مما قد يؤدي إلى انخفاض في المستقبل في عدد الآلات. تشير تقارير وسائل الإعلام الأخرى إلى أن النمو في استخدام أجهزة الصراف الآلي انخفض ، ربما بسبب حجم الرسوم التي تفرضها البنوك.
وفقًا لتقارير بنكية ، كسبت جي بي مورغان تشيس وبنك أوف أمريكا وولز فارجو أكثر من 1.1 مليار دولار في عام 2016 من رسوم أجهزة الصراف الآلي. بلغ متوسط رسوم استخدام أجهزة الصراف الآلي خارج الشبكة 4.57 دولار في عام 2016 وهذه هي السنة العاشرة على التوالي من الزيادات . بحلول عام 2019، ارتفع متوسط إجمالي رسوم أجهزة الصراف الآلي خارج الشبكة إلى 4.72 دولار.
هناك رسوم جديدة التي تم طرحها في السوق وهي «رسوم الرفض»، حيث يتم فرض رسوم على العميل مقابل محاولة سحب أموال أكثر مما هو مسموح به إما من خلال حد السحب اليومي أو عن طريق عدم كفاية الأموال في حسابه.